# My Best Wasn't Good Enough
My Best Wasn't Good Enough is een nummer van de Haagse rockband Kane. Het werd geschreven door Dinand Woesthoff, de zanger van de band.
Het lied verscheen voor het eerst in 1999 op het album Urban Solitude van Anouk, als duet tussen Anouk en Woesthoff. In 2003 nam Kane een eigen versie van het nummer op voor hun derde studioalbum What If. Het lied werd op single uitgebracht en behaalde de vijfde plaats in de Nederlandse Top 40. 